# Campionati europei di ciclismo su strada 2019 - Gara in linea femminile Junior
La gara in linea femminile Junior dei Campionati europei di ciclismo su strada 2019, quindicesima edizione della prova, si disputò il 9 agosto 2019 su un circuito di 11,5 km, da ripetere 6 volte, per un percorso totale di 69,0 km con partenza ed arrivo ad Alkmaar, nei Paesi Bassi. La vittoria fu appannaggio dell'olandese Ilse Pluimers, che terminò la gara in 1h44'14" alla media di 39,72 km/h, precedendo l'altra olandese Sofie van Rooijen e la francese Kristina Nenadovic.
Partenza con 99 cicliste, delle quali 82 portarono a termine la competizione.

## Squadre partecipanti
| N.    | Cod. | Squadra         |
| ----- | ---- | --------------- |
| 1-6   | NLD  | Paesi Bassi     |
| 7-12  | FRA  | Francia         |
| 14-15 | SWE  | Svezia          |
| 16-20 | LTU  | Lituania        |
| 21-26 | POL  | Polonia         |
| 27-32 | ITA  | Italia          |
| 33-38 | BEL  | Belgio          |
| 39-42 | NOR  | Norvegia        |
| 43-46 | DNK  | Danimarca       |
| 47-50 | ESP  | Spagna          |
| 51-53 | DEU  | Germania        |
| 54    | BLR  | Bielorussia     |
| 55-56 | AUT  | Austria         |
| 57    | AZE  | Azerbaigian     |
| 58-59 | CZE  | Repubblica Ceca |
| 60-62 | EST  | Estonia         |

| N.    | Cod. | Squadra     |
| ----- | ---- | ----------- |
| 63    | HUN  | Ungheria    |
| 64    | ISL  | Islanda     |
| 65-66 | IRL  | Irlanda     |
| 67-68 | ISR  | Israele     |
| 69-70 | LAT  | Lettonia    |
| 71    | LUX  | Lussemburgo |
| 72    | PRT  | Portogallo  |
| 73    | ROM  | Romania     |
| 74-79 | RUS  | Russia      |
| 80    | SRB  | Serbia      |
| 81-84 | SVK  | Slovacchia  |
| 85-88 | SVN  | Slovenia    |
| 89-93 | SWI  | Svizzera    |
| 94-98 | UKR  | Ucraina     |
| 99    | ISR  | Israele     |

## Ordine d'arrivo (Top 10)
| Pos. | Corridore          | Squadra     | Tempo    |
| ---- | ------------------ | ----------- | -------- |
| 1    | Ilse Pluimers      | Paesi Bassi | 1h44'14" |
| 2    | Sofie van Rooijen  | Paesi Bassi | a 4"     |
| 3    | Kristina Nenadovic | Francia     | s.t.     |
| 4    | Akvilė Gedraitytė  | Lituania    | s.t.     |
| 5    | Julie De Wilde     | Belgio      | s.t.     |
| 6    | Jade Lenaers       | Belgio      | s.t.     |
| 7    | Valeria Golayeva   | Russia      | s.t.     |
| 8    | Shirin van Anrooij | Paesi Bassi | s.t.     |
| 9    | Iuliia Galimullina | Russia      | s.t.     |
| 10   | Sofia Collinelli   | Italia      | s.t.     |